# 木下優樹菜
木下 優樹菜（きのした ゆきな、1987年12月4日 - ）は、日本のYouTuber、TikToker、元タレント、元ファッションモデル。本名：藤本 優樹菜（ふじもと ゆきな）、旧姓：木下。愛称はユッキーナ。ユニットPaboおよびアラジンのメンバーでもあった。
東京都葛飾区出身。プラチナムプロダクションに所属していた。後述の騒動により、2020年7月6日をもって芸能界を引退した。

## 略歴
中華料理屋を営む家に、3人姉妹の三女として生まれた。
葛飾区立葛美中学校卒業、渋谷高等学院修了。
安室奈美恵に憧れて沖縄アクターズスクール東京校に通い、1998年8月の第1回沖縄アクターズスクール全国オーディションに合格。2000年に女猿オーディションに参加。2001年のモーニング娘。第5期オーディション『モーニング娘。LOVEオーディション21』では最終選考の9人に残り、番組内でも注目候補の扱いを受けたが、「協調性のなさ」を理由に落選。このとき、ソロデビューの話もあったという。その時一緒だった高橋愛とはオーディション後も親交がある。
元ヤンキーであることはテレビ番組などで自ら公言しており、中学時代には副番長を務めていた。1対1、いわゆる「タイマン」でトーナメントを勝ち上がり、優勝すると番長になれるというローカルルールのもとで番長決定戦が行われたが、本人は決勝で負けたために副番長となった。
2006年に渋谷でスカウトされ、芸能事務所「プラチナムプロダクション」に所属し、翌2007年、三愛水着イメージガールに抜擢。スポンサーモデルを務める傍ら、グラビア方面でも活動するようになる。また体育会系ノリの潔いおバカタレントとしてバラエティ番組に取り上げられるようになった。
2007年よりフジテレビ系列『クイズ!ヘキサゴンII』に常連出演するようになり、同年夏には同じく常連出演者だった里田まい、スザンヌと共に音楽ユニットPaboを結成し、CDデビューを果たす。
2008年から集英社のファッション雑誌『PINKY』における3か月間の実習モデルを経て5月号をもって専属モデルになる。同年5月から『ハチワンダイバー』で女優デビューを果たす。その後も、連続ドラマでレギュラー・ゲスト出演したり、単発ドラマに出演したりする。『PINKY』は2009年12月に休刊（廃刊）となったが、その後同じ毎月23日発売の『ViVi』（講談社）で2010年5月号から専属モデルを務めた。
2009年5月に当時『クイズ!ヘキサゴンII』で共演していたFUJIWARAの藤本敏史との交際が報道され、同年6月7日放送の『お笑いワイドショー マルコポロリ!』内で藤本は木下と交際していることを明言した。後に、木下も交際を認めている。
その後、約1年半の交際を経て、2010年8月28日に婚姻届を提出。挙式は、同年12月5日に東京ディズニーリゾート内にあるホテルで、芸能関係者は一切招待せずに家族や親族ら身内のみで行われた。披露宴は2011年2月20日に行われ、木下サイドからモデル&アイドル仲間、藤本サイドから吉本興業の芸人仲間、さらに二人を結びつけた島田紳助をはじめとするヘキサゴンファミリーが参加した。
2012年2月13日、所属事務所を通じて妊娠4か月であることを発表。8月6日に長女を出産。緊急帝王切開だったことを著書『ユキナ産（ざん）。』で明らかにしている。
2015年5月14日放送の『ニンゲン観察バラエティ モニタリング』にて、第2子の妊娠を発表した。11月3日、次女を出産。
2019年11月18日、実姉が勤務していたタピオカ店の経営者に対して自身のInstagramで恫喝めいたメッセージを送っていたことについて、所属事務所が公式に不適切であることを認め謝罪し、当面の芸能活動自粛を発表した。
2019年12月31日、藤本敏史と離婚。離婚後も姓は変えておらず、本名は「藤本優樹菜」のままである。
2020年7月1日、所属事務所を通じて芸能活動の再開を発表。しかし、再開からわずか5日後の7月6日を以って芸能活動から引退する旨を事務所のHPにおいて公表した。所属事務所は引退については、信頼関係を維持することが著しく困難であると判断し、また本人からの申し出を受けたためであるとした。これに伴い、500万人以上のフォロワーを抱えていた本人Instagramも閉鎖された。
2020年9月1日、新しいInstagramを開設し、個人活動開始。6日で20万人以上のフォロワーを獲得している。
2021年10月27日、木下にインターネット上で脅され精神的苦痛を受けたとして、タピオカドリンク店店長が木下に1千万円の損害賠償を求めた訴訟の判決公判が行われ、東京地裁は『弁護士たてて、法的処理、いくらでもできるからこれからの出方次第でこっちも事務所総出でやりますね』『いい年こいたばばあ』と言った文言が「脅迫行為に当たる」と認め、木下に40万円の支払いを命じた。判決翌日の28日、木下はYouTubeにおいて今回の裁判の結果を受け謝罪すると共に、芸能活動再開の意向を表明した。
2022年7月25日、YouTube内で自身が『ADHD』（発達障害）であるとの発言をした。
2023年11月10日、フジテレビのバラエティ番組「全力!脱力タイムズ」に出演。2019年に芸能活動を自粛、翌2020年に芸能界引退以来の地上波テレビ出演となった。

## 人物
一人称は「ゆきな」や「ゆき」。アタイと言う場合もある。
低音のハスキーボイスにコンプレックスを抱いていたが、同じ声質のスカーレット・ヨハンソンの影響で2014年頃から前向きに捉えるようになった。
2008年1月の『クイズ!ヘキサゴンII』に初出演した「アッキーナ」こと南明奈が総合司会の島田紳助に特別扱いされたことに対抗意識を抱き、自分のことを「ユッキーナ」とアピールしたことで愛称として定着した。なお、「ユッキーナ」という愛称自体は2007年5月のファーストDVD発売イベントの際にMCとファンの相談により決まったものである。その後、南も『ヘキサゴン』にレギュラー出演するようになり親交を深めた。
2008年に入り、『PINKY』との専属モデル契約や女優デビューをしたことで、デビュー当初の潔い姿勢やケンカっ早いイメージを見せ難くなっていると告白している。また、「PINKY」絡みでは紳助との共演の際には「（載ってるの）ヤンキー?」と質問されると、「PINKY!」と返すのが定番となっている。また、「チョリース」（もしくは「チョリッス」）という言葉をさまざまな番組で使用しており、「チョリース」はギャルなど若者の間で流行し、2008年新語・流行語大賞にノミネートされた。
姉が2人いる。2009年6月8日放送の『SMAP×SMAP』（関西テレビ・フジテレビ）の看板コーナー・「BISTRO SMAP」に三姉妹揃って出演した。
2009年からティーカッププードルを飼っている。
2022年6月16日、本名が「朴優樹菜」（パクゆきな）であるというネット上の噂を否定し、在日韓国人ではないと発表した。これまで噂を否定してこなかったのは「韓国の人に失礼だと思っていた」としている。この噂が広まったのは18、19歳の頃のアパレル店員だった時代。雑誌に取り上げられた際に「めっちゃ忙しくて、適当に字を書いちゃったの。そもそも字が汚いから、『木』と『下』と字が繋がって、『朴』みたいになっちゃったの。そこの雑誌の人が（勘違いして）『朴優樹菜』って出しちゃったのがきっかけ」としている。

## エピソード
- 沖縄アクターズスクール生時代の仲間に枡田絵理奈がいる[8]。
- スザンヌ、青山テルマ、ギャル曽根、佐々木希とは、自他ともに認める親友。その他にも里田まいをはじめとするヘキサゴンファミリーや、加藤ミリヤ、Perfumeなど、2008年話題となった有名な歌手とも仲が良い。アンガールズも友達だと公言している。
- 2006年頃に普通自動車免許の学科試験を26回受け、すべて不合格となった[39]。2017年6月に梅雨時の子供の送り迎えに備えて免許を取得した[40]。
- 2008年6月8日に、中央競馬重賞競走「安田記念」のファンファーレ演奏に駒澤大学吹奏楽部とともにゲスト参加した[41]。また、翌年の2009年6月7日の同レースでもファンファーレ演奏に参加した（前年はトロンボーン、翌年はスネアドラム）。
- 2008年12月7日の『ポケモン☆サンデー』では、有名人ポケモンだいすきクラブコーナー内で出演し、自身が小学生のときにポケモンがブームであり、自分も好きであったことを話した。そして「ポケモンいえるかな?」を途中まで歌い、カラオケで「めざせポケモンマスター」を歌うこともあるとも話した。また、『みんなのポケモン牧場』にも、当時好きだったニャースを連れ、Miiとして期間限定で登場した[42][43][44]。
- BreakingDownのオーディションにゲスト出演した際、応募者に「殴りたい顔をしている」「腋を見せて下さい、ツルツルですよね？」等と迫られて困っていた。

## 出演

### キャンペーンガール
- 2007年三愛水着イメージガール
- 2008年キグナス石油イメージガール
- 2008年wedsキャンペーンガール

### イメージキャラクター
- 2007年八十二銀行 インターネットバンキング
- 2011年東京都交通局 ToKoPo
- 2018年ロハス製薬 ALFACE+

### テレビ
過去のレギュラー
- クイズ!ヘキサゴンII（2007年2月21日 - 2011年9月28日、フジテレビ） - 準レギュラー
- 太田光の私が総理大臣になったら…秘書田中。（日本テレビ） - 準レギュラー
- 世界バリバリ★バリュー（2007年3月14日 - 2008年3月19日、毎日放送） - 準レギュラー
- ザ・クイズマンショー（2007年10月27日 - 2008年3月29日、テレビ朝日）
- みんなのウマ倶楽部（2008年1月12日 - 2009年12月26日、フジテレビ） - アシスタント
- 木下優樹菜の料理番組「ゆきなんち」（2009年6月8日・2010年2月22日・3月15日、フジテレビ）
- 758LABEL 〜NAGOYAカワイイ製作所〜（2010年2月5日 - 2010年3月26日、中京テレビ）
- 天才てれびくんMAX（2010年3月29日 - 2011年4月7日、NHK教育） - ウキウキ木曜！MC
- G.I.ゴロー（2010年4月5日 - 2010年9月26日、TBSテレビ）
- スーパーサッカーJ（2010年4月 - 2011年1月、TBSテレビ）
- レコ☆Hits!（2009年1月14日 - 2012年3月27日、日本テレビ） - 司会（MC）
- 森田一義アワー 笑っていいとも!（2012年10月5日 - 2014年3月28日 、フジテレビ） - 金曜レギュラー
- 爆笑学園ナセバナ〜ル!（2012年10月9日 - 2013年2月26日、毎日放送） - パネラー
- 痛快!明石家電視台（2008年5月5日 - 2014年3月、毎日放送） - 準レギュラー
- ニンゲン観察バラエティ モニタリング（2012年10月24日 - 2019年10月24日、TBSテレビ）
- PON!（2016年3月31日 - 2018年9月、日本テレビ） - 木曜レギュラー[45]

ドラマ
- ハチワンダイバー（2008年5月3日 - 2008年7月19日、フジテレビ） - 月島みさき役
- おせん（2008年5月27日、日本テレビ） - カオリ役（第六話）
- お台場探偵羞恥心ヘキサゴン殺人事件（2008年8月6日、フジテレビ） - 木下優樹菜 役
- ほんとにあった怖い話 夏の特別編2008「着信履歴」（2008年8月26日、フジテレビ） - 木下優樹菜 役
- MR.BRAIN（2009年5月23日 - 2009年7月11日、TBSテレビ） - 清掃のお姉さん役
- こちら葛飾区亀有公園前派出所 （2009年8月15日、TBSテレビ） - 地元のヤンキー役（第3話）
- コウノドリ第2シリーズ（2017年11月3日、TBSテレビ） - 青木朋子 役（第4話）

テレビアニメ
- あはれ!名作くん（NHK Eテレ） - ハッチーナ 役

CM
- NINJA GAIDEN 2 （テクモ）
- きのこの山・たけのこの里・果汁グミ・ミルクチョコレート ・速攻型高吸収コラーゲン「アミノコラーゲン ボーテ」（明治製菓→明治）
- GREE
- イオン
- ミニストップ
- ベネゼル
- クラシエ
- 「シック・イントゥイション」
- ピザハット
- 麒麟麦酒「のどごし <生> 」 - 新人営業部員 役
- ジョイ（P&G、2019年3月 - 7月）[46]

### PV
- HOME MADE 家族「YOU 〜あなたがそばにいる幸せ〜」（2009年）「ぬくもり」（2010年）
- 青山テルマ「ずっと。」（2011年）「あなたの側に feat. 仲宗根泉（HY）』（2016年）[47]
- SPICY CHOCOLATE「あなたと明日も feat. ハジ→＆宇野実彩子（AAA）」（2015年10月21日、配信シングル） ※ ジャケット写真も担当[48]。

### 映画
- 20世紀少年（2008年） - 渋谷のギャルの1人 役
- 劇場版ペンギンの問題 幸せの青い鳥でごペンなさい（2009年） - ユッキース 役（声の出演）
- 映画 かみさまみならい ヒミツのここたま 奇跡をおこせ♪テップルとドキドキここたま界（2017年） - ハピピナ 役（声の出演）

### 舞台
- ヘキサな二人（2008年2月17日）

### インターネット
- Ameba番長 - レギュラーアシスタントで先輩の愛川ゆず季の代理を務める。
- 「木下優樹菜のジャパンカップへユッキーナ!」 ジャパンカップまでの期間中競馬の楽しみ方などをPRする。
- KOI☆AGE 〜恋するアゲハ〜（Bee TV）嬢月影聖羅 役で出演
- 私の年下王子さま（2018年、AbemaTV）- MC[49]
- こじらせ森の美女（2019年11月2日 - 11月23日、AbemaTV） - MC[50]

### NHK紅白歌合戦出場歴
| 年度/放送回               | 回 | 曲目                                 | 出演順 | 対戦相手 | 備考                                                    |
| ------------------------- | -- | ------------------------------------ | ------ | -------- | ------------------------------------------------------- |
| 2008年（平成20年）/第59回 | 初 | 羞恥心～陽は、また昇る紅白スペシャル | 19/26  | aiko     | クイズ!ヘキサゴンII内のユニット(羞恥心 with Pabo)で出場 |

## 書籍

### 雑誌連載
- PINKY 専属モデル（2008年 - 2009年）
- ViVi 専属モデル（2010年 - 2017年）

## 作品

### DVD
- 裸足のマーメイド（2007年5月25日、リバプール）
- 青空ガール（2007年11月22日、リバプール）

### 写真集
- 木下優樹菜写真集『Yukina』（2007年8月25日、ワニブックス）ISBN 978-484704035-1
- 木下優樹菜写真集『ワカンナイ』（2008年3月7日、スコラマガジン）ISBN 978-4902307030
- 木下優樹菜写真集『CORRECT』（2022年3月17日、双葉社）ISBN 978-4575317046

### デジタル写真集
- 裸足のマーメイド（撮影：サトウテツオ、2010年4月23日、リバプール）
- 青空ガール（撮影：サトウテツオ、2010年5月28日、リバプール）

### トレーディングカード
- プラチナム オフィシャル カードコレクション（2007年10月13日、さくら堂）
- プラチナム オフィシャル カードコレクション（2009年10月31日、さくら堂）

### 書籍
- ユキナ的な (2009年8月22日、集英社) ISBN 9784087805376
- ユキナ婚 (2011年2月19日、講談社) ISBN 9784062167352
- ユキナ産 (2012年11月21日、講談社)  ISBN 9784062181297